# 李冰 (政治人物)
李冰（1949年11月—2024年6月17日），汉族，黑龙江安达人，中华人民共和国政治人物，曾任中国作家协会党组书记、副主席。

## 生平
早年担任中国共青团工农青年部部长、青工部部长。此后担任中国共产党宣传系统官员，历任中央外宣办副主任、国务院新闻办公室副主任。2008年12月至2014年12月任中国作家协会党组书记、副主席。
中共第十八届中央候补委员，第十一届全国政协常务委员，代表对外友好界，分入第四十七组。并担任外事委员会专委。